# 巴比倫的殞落
《巴比倫的殞落》是一款动作角色扮演砍杀游戏，由白金工作室开发、史克威尔艾尼克斯发行。游戏于2022年3月3日在Windows、PlayStation 4和PlayStation 5平台发行。
游戏在发售后没有获得业界和玩家的认可；Metacritic上的PS5版本的媒体综合评价仅41分；而截至至2022年5月，游戏在Windows平台仅有个位数玩家上线进行游戏。官方並於同年9月13日，宣布遊戲將於2023年2月28日結束營運。